# 파울 칼크브레너

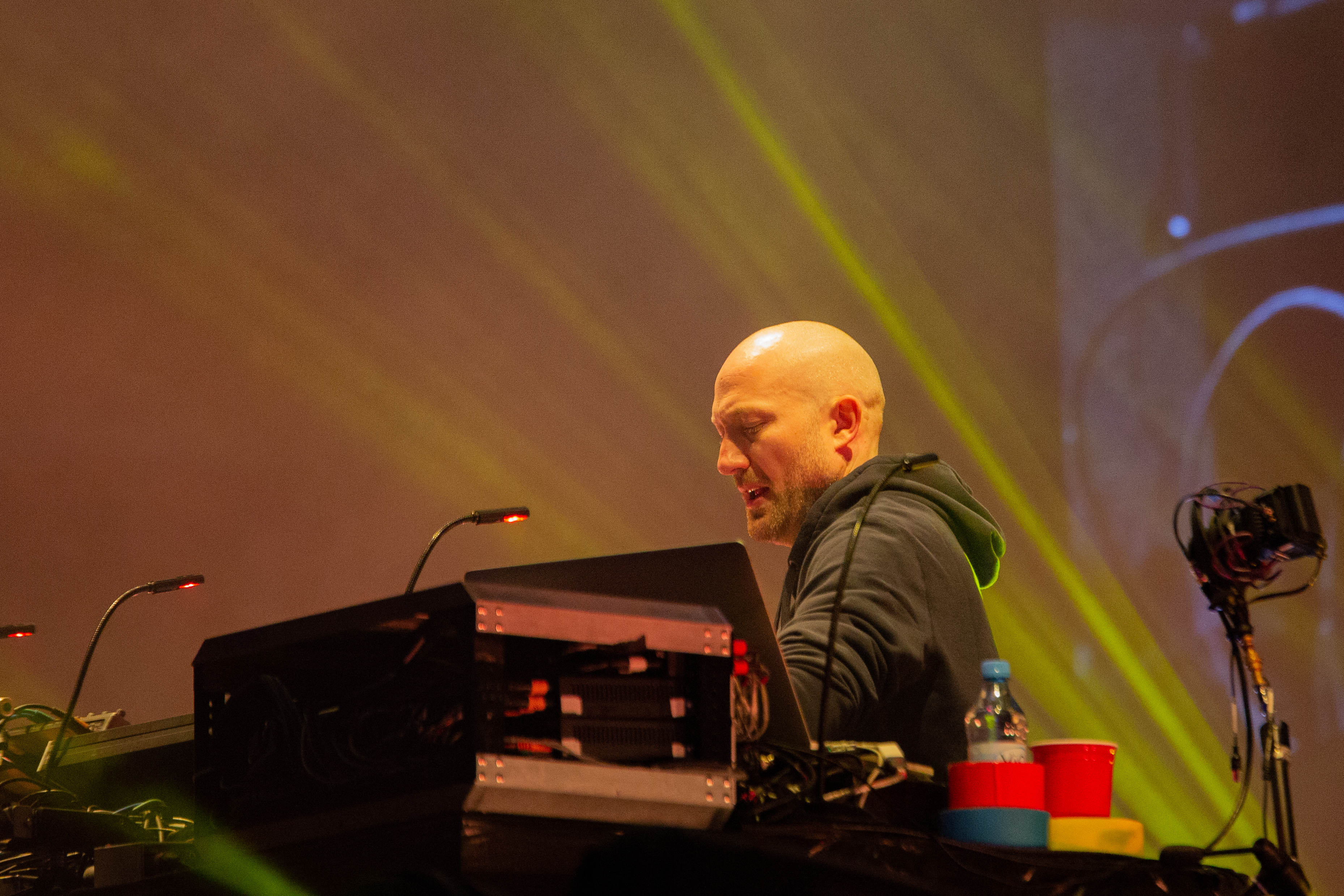
Paul Kalkbrenner, 2018

파울 칼크브레너(Paul Kalkbrenner, 1977년 - )는 독일의 전자 음악 음악가이자 배우이다.

## 삶
베를린 장벽이 무너진 후인 90년대 클럽에서 수많은 밤을 지새우면서 직접을 음악을 만들겠다는 꿈을 키웠다. 결국 1999년 BPitch Control 레이블에서
첫 음반 'Friedrichshain EP'을 냈다.

## 음반
- Zeit (BPitch Control, 2001)
- Superimpose (BPitch Control, 2001)
- Self (BPitch Control, 2004)
- Maximalive (Minimaxima, 2005)
- Reworks (BPitch Control, 2006)
- Keule (BPitch Control, 2006)
- Berlin Calling (BPitch Control, 2008)
- Icke Wieder (2011)